# بني ضمرة
بني ضَمرَة أو كما تعرف اليوم باسم عشائر الضمور هي إحدى القبائل العربية العدنانية وهم إحدى بطون قبيلة بني كنانة التي تسكن الحجاز و تهامة وقد خرجوا من ديارهم الأصلية في الحجاز إلى الأردن قديما وأصبحوا من عشائر المملكة الأردنية الهاشمية وخرج معهم من الحجاز أبناء عمومتهم قبيلة اللياثنة بني ليث التي تسكن وادي موسى في الأردن.

## نسب بني ضَمرَة
- يرجع نسب عشائر الضمور إلى: ضَمرَة بن بكر بن عبد مناة بن كنانة بن خزيمة بن مدركة بن إلياس بن مضر بن نزار بن معد بن عدنان.

وهم أحد فروع قبيلة كنانة في الأردن وتسكن معهم في الأردن من فروع قبيلة كنانة كذلك قبيلة اللياثنة بني ليث وعشائر الكنانية.
وتجتمع عشائر الضمور مع نسب الرسول محمد عليه أفضل الصلاة والسلام في كنانة بن خزيمة.

## حلف بني ضَمرَة مع عشائر الغساسنة
دخل بنو ضَمرَة في حلف مع تجمع عشائر الغساسنة الأزديين القحطانيين رغم محافظة القبيلة على نسبها الكناني المضري العدناني .

## فروع بني ضَمرَة
بني ضَمرَة تتفرع إلى بني غفار وبني نعيلة وبني كعب وبني جدي وبني غفار يوجدون في السعودية وفلسطين ومصر.
وعشائر بني ضَمرَة في الأردن هم : ( السحيمات، عيال ربيع، عيال عودة الله، البوالدة ( الحجوج، عيال طه، العضايله، العوايشة، ضمور الشمال، العقول ) )

## وصلات خارجية
- قائمة قبائل العرب